# التاريخ العظيم (مسلسل تلفزيوني)
التاريخ العظيم هو مسلسل وثائقي تلفزيوني أمريكي رواه براين كرانستون، والذي تم بثه في الأصل على H2 في عام 2013. وفاز بجائزة إيمي السنوية الخامسة والثلاثين للأخبار والوثائقية عن التصميم الجرافيكي المتميز والإخراج الفني.
تغطي كل حلقة موضوعًا واحدًا من التاريخ وتُظهر الروابط بين هذا الموضوع ومختلف مجالات العلوم والعلوم الاجتماعية. تم بث ستة عشر حلقة مدتها نصف ساعة في الموسم الأول، تليها حلقة ختامية مدتها ساعتان ترسم الروابط بين الموضوعات الستة عشر. تم انتقاد المسلسل من قبل مجلة ميديا لايف بسبب عدم دقته في الوقائع.
تأخذ السلسلة عنوانها من ديفيد كريستيان الذي يصف التاريخ العظيم باعتباره نظامًا أكاديميًا ناشئًا ونهجًا للتاريخ أقل اهتمامًا بالحروب والملوك مما هو عليه في الطريقة التي ترتبط بها الأحداث بشكل موضوعي وحتى جزيئيًا، على طول الطريق، إلى الانفجار العظيم.

## وصلات خارجية
- التاريخ العظيم (مسلسل تلفزيوني) على موقع قاعدة بيانات الفيلم (الإنجليزية)